# Dichotomanthes tristaniaecarpa
Dichotomanthes es un género monotípico de plantas fanerógamas, perteneciente a la familia de las rosáceas. Su única especie:  Dichotomanthes tristaniaecarpa, es originaria de China.

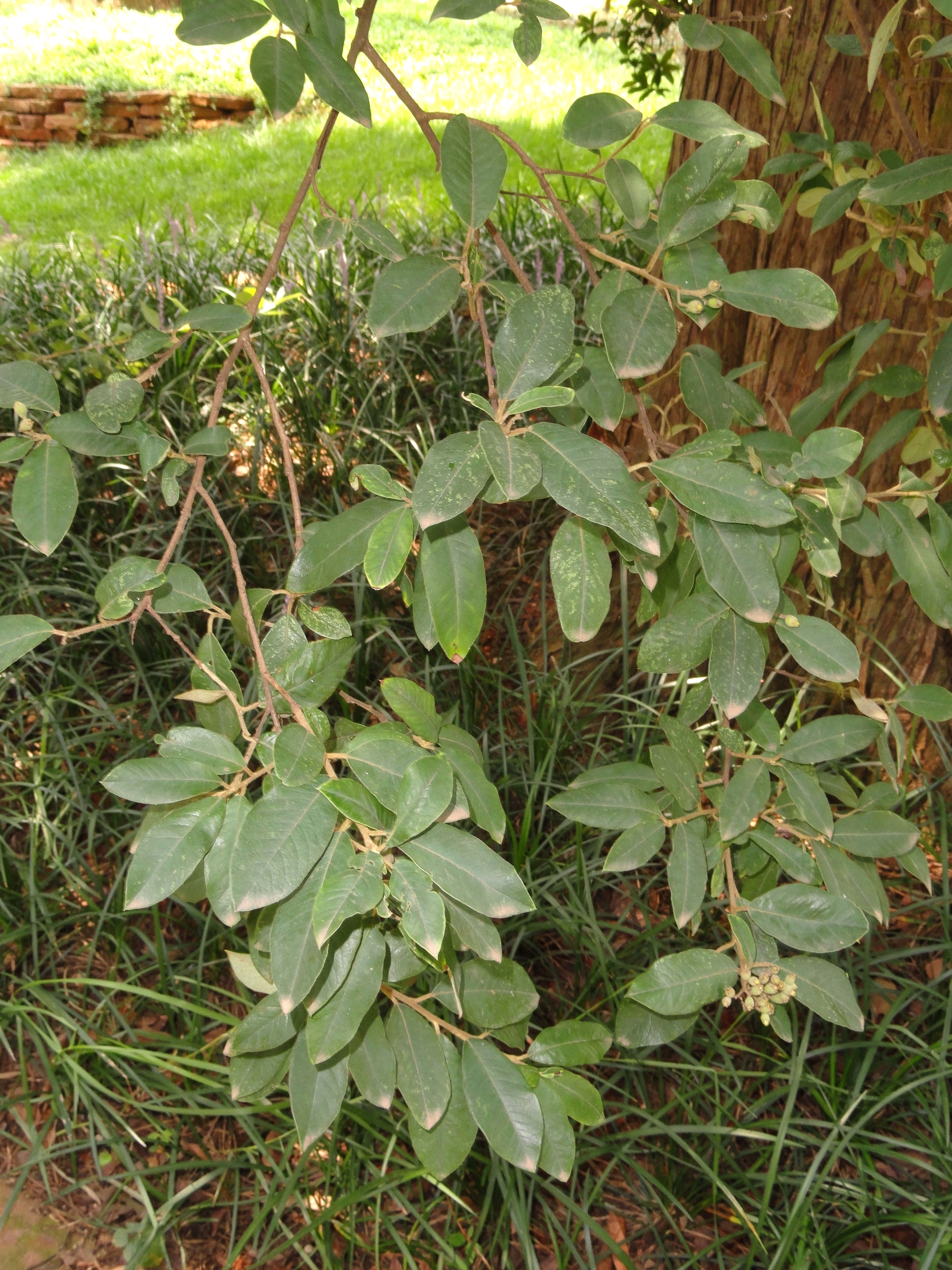
Follaje

## Descripción
Es un arbusto a árbol pequeño, que alcanza un tamaño de 2-7 m de altura. Ramillas café grisáceo a negro grisáceo cuando son viejas; brotes ovoides, en un principio tomentoso, poco a poco glabrescentes, ápice obtuso o ± aguda. Pecíolo de 4-6 mm, grueso, densamente tomentoso blanco amarillento; estípulas caducas, filiformes, limbo elíptico a oblongo-lanceoladas, a veces obovadas u oblanceoladas, de 3-6 × 1.5-2.5 cm, con venas laterales en 7-12 pares, el envés densamente tomentoso blanco amarillento. Las inflorescencias de 2-5 × 3-6 mm, raquis y pedicelos tomentosos blanco amarillento; brácteas caducas, lanceoladas, membranosas. Pedicelo 1-3 mm. Flores 5-9 mm de diámetro. Pétalos blancos, de 3-4 mm. Fruta roja, cilíndrica de 5-7 mm, dura. Fl. abril-mayo, fr. agosto-noviembre.

## Distribución y hábitat
Se encuentra en los bosques mixtos de hoja perenne, en los márgenes de los bosques, laderas, a una altitud de 1300 - 2500 metros en Sichuan y Yunnan de China.

## Taxonomía
Dichotomanthes tristaniaecarpa fue descrita por  Wilhelm Sulpiz Kurz y publicado en Journal of Botany, British and Foreign 11(127): 195, en el año 1873.